# التجمع الدستوري الديمقراطي
التجمع الدستوري الديمقراطي، كان الحزب الحاكم في تونس والمهيمن على الحياة السياسية منذ انقلاب 7 نوفمبر 1987 والذي أطاح بنظام الحبيب بورقيبة إلى بداية سنة 2011، أي عندما اندلعت ثورة تونس - وهو الآن منحلّ.

## تاريخ الحزب
في مارس /آذار 1920، تأسس أول حزب وطني تونسي تحت اسم الحزب الحر الدستوري التونسي. وفي سنة 1934 خرج من صلبه حزب ثان حمل نفس الاسم غير أن الصحفيين والمهتمين درجوا على تسميته بحزب الدستور الجديد الذي استطاع أن يكون أبرز حزب سياسي وطني خلال مرحلة التحرير، وهو الذي قاد البلاد إلى الاستقلال، وتمكن بذلك من الوصول إلى السلطة عام 1956 وأعلن النظام الجمهوري في 25 جويلية/تموز 1957. وتحول اسمه في أكتوبر /تشرين الأول 1964 إلى الحزب الاشتراكي الدستوري. ثم تحول ثانية إلى اسمه الحالي التجمع الدستوري الديمقراطي في 27 فيفري 1988.
وقد فاز بكل مقاعد مجلس النواب في انتخابات سنة 1989 و80.48% من الأصوات. وفي سنوات 1994 و1999 و2004 فاز بكل المقاعد غير المخصصة لأحزاب المعارضة القانونية وحصل على نسبة فاقت أو قاربت التسعين في المائة. وفي الانتخابات البلدية لسنة 2005 تحصل التجمع على 4.098 مقعد من أصل 4.366 في المجالس البلدية. وفاز مرشحه ورئيسه زين العابدين بن علي في الانتخابات الرئاسية لسنوات 1989 و1994 و1999 و2004 بنسبة فاقت في كل مرة 90% في المائة. وكانت حكومات عدة تنتمي كليا لهذا الحزب. وقالت قيادة الحزب في الماضي بأن عدد منخرطيه يبلغ مليونين و180 ألف منخرط  إلا أن المختصين يقدرون عدد الناشطين فيه ببضعة عشرات آلاف فقط وعدة آلاف من العضويات كانت تحت الأكراه والتهديد. التجمع الدستوري الديمقراطي كان عضوا في الاشتراكية الدولية. وكان يصدر جريدتين: الحرية (ناطقة بالعربية) ولورونوفو (ناطقة بالفرنسية). كان لونه الانتخابي هو اللون الأحمر.
يوم 6 فيفري 2011، تم تعليق جميع نشاطات التجمع الدستوري الديمقراطي، إذ أصبحت جميع اجتماعاته ممنوعةً قانونياً.

## هيكلة الحزب
كان يتكون التجمع من ديوان سياسي وأمانة عامة ولجنة مركزية إضافة لهياكل استشارية وقاعدية. تشرف الأمانة العامة على 28 لجنة تنسيق موزعة على ولايات الجمهورية بمعدل لجنة تنسيق في كل ولاية باستثناء ولاية تونس التي تضم 5 لجان. تضم لجان التنسيق مجتمعة 358 جامعة تغطي المعتمديات ال326 إضافة لبعض البلدان الخارجية ويشرف على كل لجنة تنسيق كاتب عام يقع تعيينه من قبل رئيس التجمع. تتكون الجامعات من 8100 شعبة موزعة على كامل تراب البلاد إضافة ل40 شعبة تضم أساتذة التعليم العالي و509 شعبة في الخارج.

### آخر ديوان سياسي للحزب
كان يقع تعيين أعضاء الديوان السياسي من قبل رئيس الحزب ويتم اختيارهم من بين أعضاء اللجنة المركزية. كان يتكون الديوان السياسي منذ 6 سبتمبر 2008  من:
- نائب رئيس التجمع: محمد الغنوشي.
- الأمين العام: محمد الغرياني.
- أمين المال: عبد الله القلال.

أعضاء:
- فؤاد المبزع.
- عبد العزيز بن ضياء.
- أحمد عياض الودرني.
- رفيق بالحاج قاسم.
- كمال مرجان.
- عبد الوهاب عبد الله.
- نزيهة زروق.

### نواب رئيس الحزب
- الهادي البكوش (13 أفريل - 9 أكتوبر 1989).
- حامد القروي (منذ 9 أكتوبر 1989 كنائب للرئيس وبين 26 جانفي 2001 و5 سبتمبر 2008 كنائب أول للرئيس).
- محمد الغنوشي (بين 26 جانفي 2001 و5 سبتمبر 2008 كنائب ثاني للرئيس ومنذ 5 سبتمبر 2008 كنائب للرئيس).

### الأمناء العامون المتعاقبون
| - الهادي البكوش (27 فيفري - 2 أوت 1988). - عبد الرحيم الزواري (2 أوت 1988 - 20 فيفري 1991). - الشاذلي النفاتي (20 فيفري 1991 - 13 جوان 1996). - عبد العزيز بن ضياء (13 جوان 1996- 18 نوفمبر 1999). | - عبد الرحيم الزواري (18 نوفمبر 1999- 5 ديسمبر 2000) - علي الشاوش (5 ديسمبر 2000- 18 أوت 2005) - الهادي مهني (18 أوت 2005 - 5 سبتمبر 2008) - محمد الغرياني (5 سبتمبر 2008- 5 فبراير 2011) |

### المدراء
- حامد القروي (27 فيفري - 2 أوت 1988).

### اللجنة المركزية
اللجنة المركزية كانت هي الهيئة المنبثقة عن المؤتمر الوطني للحزب وتجتمع بدعوة من رئيس التجمع مرة كل ستة أشهر، وهي حسب الفصل 22 من النظام الداخلي للحزب «المسؤولة على متابعة تنفيذ مقرراته وتساعد الديوان السياسي على ضبط المواقف تجاه الأحداث الهامة بين مؤتمرين».
كانت تتكون اللجنة المركزية للحزب منذ مؤتمر التحدي المنعقد في أوت 2008 من 350 عضو (منهم 250 عضو منتخب) بنسبة تجديد بلغت 77% مقارنة بالمؤتمر السابق. رفع عدد أعضاء اللجنة المركزية خلال المؤتمر من 250 إلى 350 (إضافة لأعضاء مجلس المقاومين وكبار المناضلين الذين ينضمون آليا إليها) كما وقع ضم شابين دون سن الثلاثين عن كل لجنة تنسيق وعن الهياكل الحزبية بالخارج. شهدت تركيبة اللجنة المركزية الجديدة صعودا قويا لرجال الأعمال بضمها لعدد كبير منهم من أبرزهم عزيز ميلاد (رئيس مدير عام شركة تونس ترافيل)، عبد الوهاب بن عياد (مجموعة بولينا)، المنصف المزابي (مجموعة المزابي)، رشيد بن يدر (مجموعة الأمان) كما شهدت انضمام كل من بلحسن الطرابلسي وصخر الماطري (صهرا الرئيس).

### الإدارة المركزية
ملاحظة: هذه القائمة تضم أشخاصا كان لهم وزن في الحزب، ولاتمت للوقت الحاضر أي صلة.
| - الأمين العام: محمد الغرياني - مدير الديوان: المنصف بن حميدة - الأمين العام المساعد الأول المكلف بالهياكل: فوزي العوام - الأمين العام المساعد المكلف بالشباب والتربية والثقافة: عادل الجربوعي - الأمين العام المساعد المكلف بالمنظمات والجمعيات: محمد بن عبد الله - الأمين العام المساعد المكلف بالبرنامج المستقبلي: رياض سعادة - الأمينة العامة المساعدة المكلفة بالمرأة: عبير موسي - الأمين العام المساعد المكلف بالعلاقات الخارجية: هاجر الشريف شبيل | - مدير مركز الدراسات والتكوين: فؤاد القرقوري - رئيس دائرة الإعلام والتوثيق: حمادي بن حماد - رئيس دائرة المناضلين: محمد صالح الغربي - رئيس دائرة العمل التضامني: عبد الرزاق شقرون - رئيس دائرة الهياكل: محمد علي الجلاصي - رئيس دائرة التونسيين بالخارج: عبد العزيز براهم - رئيس دائرة التربية: رضا المازني - المكلف بالشؤون الإدارية: يوسف بن سالم |

## مؤتمرات الحزب
- مؤتمر الإنقاذ (29 - 31 جويلية/يوليو 1988).
- مؤتمر المثابرة (28 جويلية/يوليو – 1 أوت 1993).
- مؤتمر الامتياز (30 جويلية/يوليو - 2 آب/أوت 1998).
- مؤتمر الطموح (29 - 31 جويلية/يوليو 2003).
- مؤتمر التحدي (30 جويلية - 2 أوت 2008).

## حل الحزب

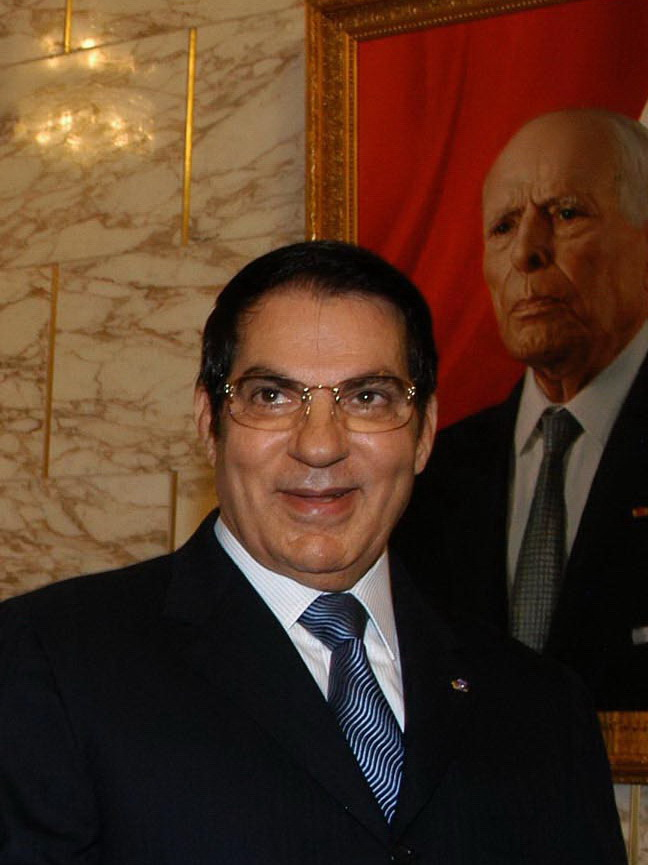
زين العابدين بن علي

### حل المكتب السياسي للحزب
في 20 يناير 2011 وبعد فرار الرئيس السابق زين العابدين بن علي بـ6 أيام، أعلن حزب التجمع الدستوري الديمقراطي حل ديوانه السياسي. وقال الحزب في بيان صحفي «اعتبارا لاستقالة عدد من أعضاء الديوان السياسي للتجمع لأسباب مختلفة، يعتبر الديوان السياسي في هذه الحالة منحلا ويتولى الأمين العام محمد الغرياني وقتيا تصريف شؤون الحزب لاتخاذ ما يتعين من الإجراءات بالنسبة لوضع الحزب في ظل متطلبات المرحلة الجديدة».

### حل الحزب قضائيا
أعلنت المحكمة الابتدائية بالعاصمة تونس الأربعاء 9 مارس 2011 حل التجمع الدستوري الديمقراطي، حزب الرئيس السابق زين العابدين بن علي.
وقالت وكالة تونس إفريقيا للأنباء أنّ «المحكمة الابتدائية بتونس قضت بحل حزب التجمع الدستوري الديمقراطي وتصفية أمواله والقيم الراجعة له عن طريق إدارة أملاك الدولة وحمل المصاريف القانونية على المدعى عليه» بعد قضية تقدم بها وزير الداخلية السابق فرحات الراجحي ومطالبته بحل الحزب، الراجحي الذي سبق وإن علّق نشاطات الحزب رسميا في 6 فبراير 2011.
وفور صدور الحكم عمت فضاء المحكمة أجواء الفرحة والترحيب بقرار المحكمة وتجمع الحاضرون حول المحامي فوزي بن مراد النائب عن وزير الداخلية الذي صرح قائلا «لقد تم حل التجمع الدستوري الديمقراطي وبذلك تحقق أحد أهم أهداف الثورة» حسب مراسل وكالة فرانس برس.
رفضت محكمة الاستئناف في تونس الاثنين 28 مارس 2011، دعوى تقدم بها محامو حزب التجمع الدستوري الديمقراطي، بوقف طلب حل الحزب.
وكانت لجنة صلب وزارة أملاك الدولة والشؤون العقارية وتدعى «لجنة تصفية التجمع المنحل»، قد تعهّدت منذ الحكم الصادر عن المحكمة الابتدائية في مارس 2011 والمتعلق بحل التجمع، بمهمة تصفية أملاك هذا الحزب، إلى أن تم في 2013 إحالة هذه المهمة إلى لجنة مستقلة يشرف عليها قاض معيّن من طرف المحكمة الإبتدائية بتونس.
وفي أبريل 2011، أيدت محكمة التعقيب بتونس قرار حل «التجمع» نهائيا.